# Europees kampioenschap voetbal 2020 (Groep D) Engeland - Kroatië
Dit artikel gaat over de wedstrijd in de groepsfase in groep D tussen Engeland en Kroatië die gespeeld werd op zondag 13 juni 2021 in het Wembley Stadium te Londen tijdens het Europees kampioenschap voetbal 2020. Het duel was de vijfde wedstrijd van het toernooi.

## Voorafgaand aan de wedstrijd
- Engeland stond voorafgaand aan dit toernooi op de vierde plaats van de FIFA-wereldranglijst. Drie Europese landen en EK-deelnemers stonden boven Engeland op die lijst. Kroatië stond op de veertiende plaats van de FIFA-wereldranglijst. Negen Europese landen en EK-deelnemers stonden boven Kroatië op die lijst.
- Voorafgaand aan deze wedstrijd troffen Engeland en Kroatië elkaar al tien keer. Engeland won vijf van deze wedstrijden, Kroatië won drie keer en twee keer eindigde de wedstrijd onbeslist. Beide landen speelden al twee keer eerder op een groot eindtoernooi tegen elkaar, in de groepsfase van het EK 2004 (4–2 winst Engeland) en in de halve finales van het WK 2018 (2–1 winst Kroatië na verlenging).
- Voor Engeland was dit haar tiende deelname aan het Europees kampioenschap en de derde op rij sinds het EK 2012. Kroatië nam voor de zesde keer deel aan het Europees kampioenschap en daarmee voor de vijfde keer op rij sinds het EK 2004.

## Wedstrijdgegevens[1]
| Datum                  | 13 juni 2021                                                                                    | 13 juni 2021                                                                                    |
| Wedstrijdnummer        | 5                                                                                               | 5                                                                                               |
| Stadion                | Wembley Stadium, Londen                                                                         | Wembley Stadium, Londen                                                                         |
| Toeschouwers           | 18.497                                                                                          | 18.497                                                                                          |
| Scheidsrechter         | Daniele Orsato                                                                                  | Daniele Orsato                                                                                  |
| Assistenten            | Alessandro Giallatini Fabiano Preti                                                             | Alessandro Giallatini Fabiano Preti                                                             |
| Vierde official        | Björn Kuipers                                                                                   | Björn Kuipers                                                                                   |
| Videoscheidsrechters   | Massimiliano Irrati João Pinheiro (assistent) Filippo Meli (assistent) Paolo Valeri (assistent) | Massimiliano Irrati João Pinheiro (assistent) Filippo Meli (assistent) Paolo Valeri (assistent) |
| Man van de wedstrijd   | Raheem Sterling                                                                                 | Raheem Sterling                                                                                 |
|                        | Engeland                                                                                        | Kroatië                                                                                         |
| Doelpunten             | 1                                                                                               | 0                                                                                               |
| Gele kaarten           | 1                                                                                               | 3                                                                                               |
| Rode kaarten           | 0                                                                                               | 0                                                                                               |
| Wissels                | 3                                                                                               | 4                                                                                               |
| Schoten op doel        | 2                                                                                               | 1                                                                                               |
| Schoten naast doel     | 5                                                                                               | 5                                                                                               |
| Overtredingen          | 9                                                                                               | 10                                                                                              |
| Hoekschoppen           | 1                                                                                               | 1                                                                                               |
| Buitenspel             | 2                                                                                               | 2                                                                                               |
| Passnauwkeurigheid (%) | 52                                                                                              | 48                                                                                              |
| Balbezit (%)           | 52                                                                                              | 48                                                                                              |

| Engeland | 1 – 0           | Kroatië |
| (Kalvin Phillips) Raheem Sterling 57' | goals (assists) | |
| Gareth Southgate | bondscoach      | Zlatko Dalić |
| Jordan Pickford Kyle Walker John Stones Tyrone Mings Kieran Trippier Kalvin Phillips Declan Rice Raheem Sterling 90+2' Mason Mount Phil Foden 71' Harry Kane 82' | opstellingen    | Dominik Livaković Šime Vrsaljko Domagoj Vida Duje Ćaleta-Car Joško Gvardiol Luka Modrić Marcelo Brozović 70' Mateo Kovačić 85' Andrej Kramarić 70' Ante Rebić 78' Ivan Perišić |
| Marcus Rashford 71' Jude Bellingham 82' Dominic Calvert-Lewin 90+2'                                                                                              | wissels         | 70' Nikola Vlašić 70' Josip Brekalo 78' Bruno Petković 85' Mario Pašalić |
| 64' Phil Foden | gele kaarten    | Duje Ćaleta-Car 42' Mateo Kovačić 48' Marcelo Brozović 66' |
| | rode kaarten    | |